# Rosalyn Fairbank
Pour les articles homonymes, voir Fairbank.
Rosalyn Fairbank (née le 2 novembre 1960) est une joueuse de tennis sud-africaine, professionnelle de la fin des années 1970 à 1997. Elle est aussi connue sous son nom de femme mariée, Rosalyn Nideffer.
Au cours de sa longue carrière, elle s'est essentiellement illustrée en double dames, remportant 18 titres WTA dans cette spécialité, dont deux Roland-Garros en 1981 et 1983, associée respectivement à Tanya Harford et Candy Reynolds.
En simple, outre le Tournoi de Richmond WCT qu'elle a décroché en 1983, elle a atteint par deux fois les quarts de finale à Wimbledon, en 1988 (battue par Martina Navrátilová) et en 1989 (par Catarina Lindqvist). Elle parvient en ces deux occasions à éliminer des joueuses aussi chevronnées que Lori McNeil et Natasha Zvereva (récente finaliste à Roland-Garros) en 1988, puis Sabatini (numéro 3 mondiale) et Mary Joe Fernández en 1989. Son dernier coup d'éclat est une victoire à l'US Open 1992 sur la tchèque Jana Novotná, finaliste de l'Open d'Australie un an plus tôt.

## Palmarès

### Titre en simple dames
| No | Date       | Nom et lieu du tournoi                        | Catégorie | Dotation  | Surface         | Finaliste    | Score         |          |
| -- | ---------- | --------------------------------------------- | --------- | --------- | --------------- | ------------ | ------------- | -------- |
| 1  | 19-09-1983 | Central Fidelity Bank International, Richmond |           | 150 000 $ | Moquette (int.) | Kathy Jordan | 6-4, 5-7, 6-4 | Parcours |

### Finales en simple dames
| No | Date       | Nom et lieu du tournoi               | Catégorie      | Dotation  | Surface      | Vainqueure       | Score    |          |
| -- | ---------- | ------------------------------------ | -------------- | --------- | ------------ | ---------------- | -------- | -------- |
| 1  | 03-12-1979 | NSW Building Society Classic, Sydney | Colgate Series | 100 000 $ | Gazon (ext.) | Sue Barker       | 6-0, 7-5 | Parcours |
| 2  | 28-01-1980 | Avon Futures of Idaho, Boise         | Futures        | 25 000 $  | Dur (int.)   | Roberta McCallum | 6-4, 6-1 | Parcours |
| 3  | 07-06-1982 | Edgbaston Cup, Birmingham            | Series 3       | 100 000 $ | Gazon (ext.) | Billie Jean King | 6-2, 6-1 | Parcours |

### Titres en double dames
| No | Date       | Nom et lieu du tournoi                       | Catégorie  | Dotation  | Surface         | Partenaire      | Finalistes                         | Score         |          |
| -- | ---------- | -------------------------------------------- | ---------- | --------- | --------------- | --------------- | ---------------------------------- | ------------- | -------- |
| 1  | 11-05-1981 | Toyota Swiss Open Lugano                     |            | 100 000 $ | Terre (ext.)    | Tanya Harford   | Candy Reynolds Paula Smith         | 2-6, 6-1, 6-4 | Parcours |
| 2  | 18-05-1981 | German Open Berlin                           |            | 100 000 $ | Terre (ext.)    | Tanya Harford   | Sue Barker Renáta Tomanová         | 6-3, 6-4      | Parcours |
| 3  | 25-05-1981 | Roland-Garros Paris                          | G. Chelem  | 300 000 $ | Terre (ext.)    | Tanya Harford   | Candy Reynolds Paula Smith         | 6-1, 6-3      | Parcours |
| 4  | 28-02-1983 | Ginny of Nashville Nashville                 |            | 50 000 $  | Moquette (int.) | Candy Reynolds  | Alycia Moulton Paula Smith         | 6-4, 7-6      | Parcours |
| 5  | 11-04-1983 | Lipton WTA Championships Amelia Island       |            | 250 000 $ | Terre (ext.)    | Candy Reynolds  | Hana Mandlíková Virginia Ruzici    | 6-4, 6-2      | Parcours |
| 6  | 23-05-1983 | Roland-Garros Paris                          | G. Chelem  | 350 000 $ | Terre (ext.)    | Candy Reynolds  | Kathy Jordan Anne Smith            | 5-7, 7-5, 6-2 | Parcours |
| 7  | 19-09-1983 | Central Fidelity Bank International Richmond |            | 150 000 $ | Moquette (int.) | Candy Reynolds  | Kathy Jordan Barbara Potter        | 6-7, 6-2, 6-1 | Parcours |
| 8  | 07-11-1983 | Ginny Championships Honolulu                 |            | 100 000 $ | Moquette (int.) | Candy Reynolds  | Lea Antonoplis Barbara Jordan      | 5-7, 7-5, 6-3 | Parcours |
| 9  | 30-04-1984 | Triumph International Johannesburg           | VS Tour C3 | 150 000 $ | Dur (int.)      | Beverly Mould   | Sandy Collins Andrea Leand         | 6-1, 6-2      | Parcours |
| 10 | 08-04-1985 | Family Circle Mag. Cup Hilton Head           |            | 200 000 $ | Terre (ext.)    | Pam Shriver     | Svetlana Cherneva Larisa Savchenko | 6-4, 6-1      | Parcours |
| 11 | 15-04-1985 | Sunkist/WTA Championships Amelia Island      |            | 250 000 $ | Terre (ext.)    | Hana Mandlíková | Carling Bassett Chris Evert        | 6-1, 2-6, 6-2 | Parcours |
| 12 | 09-06-1986 | Edgbaston Cup Birmingham                     |            | 125 000 $ | Gazon (ext.)    | Elise Burgin    | Elizabeth Smylie Wendy Turnbull    | 6-2, 6-4      | Parcours |
| 13 | 15-09-1986 | Eckerd Open Largo Tampa                      |            | 125 000 $ | Dur (ext.)      | Elise Burgin    | Gigi Fernández Kim Sands           | 7-5, 6-2      | Parcours |
| 14 | 02-11-1987 | Virginia Slims of New England Worcester      |            | 250 000 $ | Moquette (int.) | Elise Burgin    | Bettina Bunge Eva Pfaff            | 6-4, 6-4      | Parcours |
| 15 | 11-07-1988 | Virginia Slims of Newport Newport (RI)       | Tier IV    | 200 000 $ | Gazon (ext.)    | Barbara Potter  | Gigi Fernández Lori McNeil         | 6-4, 6-3      | Parcours |
| 16 | 12-09-1988 | Virginia Slims of Arizona Phoenix            | Tier V     | 100 000 $ | Dur (ext.)      | Elise Burgin    | Beth Herr Terry Phelps             | 6-7, 7-6, 7-6 | Parcours |
| 17 | 31-07-1989 | American Bank Classic San Diego              | Tier IV    | 200 000 $ | Dur (ext.)      | Elise Burgin    | Gretchen Magers Robin White        | 4-6, 6-3, 6-3 | Parcours |
| 18 | 22-07-1991 | Westchester Cup Westchester                  | Tier V     | 100 000 $ | Dur (ext.)      | Lise Gregory    | Katrina Adams Lori McNeil          | 7-5, 6-4      | Parcours |
| 19 | 27-01-1992 | Nutri-Metics Bendon Classic Auckland         | Tier V     | 100 000 $ | Dur (ext.)      | Raffaella Reggi | Jill Hetherington Kathy Rinaldi    | 1-6, 6-1, 7-5 | Parcours |

### Finales en double dames
| No | Date       | Nom et lieu du tournoi                             | Catégorie  | Dotation  | Surface         | Vainqueures                        | Partenaire       | Score         |          |
| -- | ---------- | -------------------------------------------------- | ---------- | --------- | --------------- | ---------------------------------- | ---------------- | ------------- | -------- |
| 1  | 21-01-1980 | Futures of Ogden Ogden                             | Futures    | 25 000 $  | Dur (int.)      | Sherry Acker Mary Carillo          | Yvona Brzáková   | 6-1, 6-2      | Parcours |
| 2  | 07-02-1983 | Ginny of Indianapolis Indianapolis                 |            | 50 000 $  | Moquette (int.) | Lea Antonoplis Barbara Jordan      | Candy Reynolds   | 5-7, 6-4, 7-5 | Parcours |
| 3  | 21-02-1983 | Ginny of Ridgewood Ridgewood                       |            | 50 000 $  | Moquette (int.) | Beverly Mould Elizabeth Sayers     | Susan Leo        | 7-6, 4-6, 7-5 | Parcours |
| 4  | 15-08-1983 | Player’s Canadian Open Toronto                     | VS Tour C4 | 200 000 $ | Dur (ext.)      | Anne Hobbs Andrea Jaeger           | Candy Reynolds   | 6-4, 5-7, 7-5 | Parcours |
| 5  | 22-08-1983 | Virginia Slims of New Jersey Mahwah                |            | 125 000 $ | Dur (ext.)      | Jo Durie Sharon Walsh              | Candy Reynolds   | 4-6, 7-5, 6-3 | Parcours |
| 6  | 29-08-1983 | US Open Flushing Meadows                           | G. Chelem  | 850 000 $ | Dur (ext.)      | Martina Navrátilová Pam Shriver    | Candy Reynolds   | 6-7, 6-1, 6-3 | Parcours |
| 7  | 12-03-1984 | Virginia Slims of Florida Palm Beach Gardens       | VS Tour C3 | 150 000 $ | Terre (ext.)    | Betsy Nagelsen Anne White          | Candy Reynolds   | 2-6, 6-2, 6-2 | Parcours |
| 8  | 18-02-1985 | Virginia Slims of California Oakland               |            | 150 000 $ | Moquette (int.) | Hana Mandlíková Wendy Turnbull     | Candy Reynolds   | 4-6, 7-5, 6-1 | Parcours |
| 9  | 22-04-1985 | Virginia Slims of San Diego San Diego              |            | 75 000 $  | Dur (ext.)      | Candy Reynolds Wendy Turnbull      | Susan Leo        | 6-4, 6-0      | Parcours |
| 10 | 09-09-1985 | Virginia Slims of Utah Salt Lake City              |            | 75 000 $  | Dur (ext.)      | Svetlana Cherneva Larisa Savchenko | Beverly Mould    | 7-5, 6-2      | Parcours |
| 11 | 30-09-1985 | Maybelline Classic Fort Lauderdale                 |            | 150 000 $ | Dur (ext.)      | Gigi Fernández Robin White         | Beverly Mould    | 6-2, 7-5      | Parcours |
| 12 | 18-11-1985 | Family Circle New South Wales Sydney               |            | 150 000 $ | Gazon (ext.)    | Hana Mandlíková Wendy Turnbull     | Candy Reynolds   | 3-6, 7-6, 6-4 | Parcours |
| 13 | 28-07-1986 | Virginia Slims of San Diego San Diego              |            | 75 000 $  | Dur (ext.)      | Beth Herr Alycia Moulton           | Elise Burgin     | 5-7, 6-2, 6-4 | Parcours |
| 14 | 27-04-1987 | Eckerd Open Tampa                                  |            | 150 000 $ | Terre (ext.)    | Chris Evert Wendy Turnbull         | Elise Burgin     | 6-4, 6-3      | Parcours |
| 15 | 15-06-1987 | Pilkington Championships Eastbourne                |            | 200 000 $ | Gazon (ext.)    | Svetlana Cherneva Larisa Savchenko | Elizabeth Smylie | 7-6, 4-6, 7-5 | Parcours |
| 16 | 29-02-1988 | US Hardcourt Championships San Antonio             | Tier IV    | 200 000 $ | Dur (ext.)      | Lori McNeil Helena Suková          | Gretchen Magers  | 6-3, 6-7, 6-2 | Parcours |
| 17 | 17-10-1988 | Virginia Slims of Nashville Nashville              | Tier V     | 100 000 $ | Dur (int.)      | Jenny Byrne Janine Thompson        | Elise Burgin     | 7-5, 6-7, 6-4 | Parcours |
| 18 | 06-03-1989 | Virginia Slims of Palm Springs Palm Springs        | Tier III   | 250 000 $ | Dur (ext.)      | Hana Mandlíková Pam Shriver        | Gretchen Magers  | 6-3, 6-7, 6-3 | Parcours |
| 19 | 17-04-1989 | Eckerd Open Tampa                                  | Tier IV    | 200 000 $ | Terre (ext.)    | Brenda Schultz Andrea Temesvári    | Elise Burgin     | 7-6, 6-4      | Parcours |
| 20 | 11-09-1989 | Virginia Slims of Arizona Phoenix                  | Tier V     | 100 000 $ | Dur (ext.)      | Penny Barg Peanut Louie            | Elise Burgin     | 7-6, 7-6      | Parcours |
| 21 | 18-09-1989 | Virginia Slims of Dallas Dallas                    | Tier III   | 250 000 $ | Moquette (int.) | Mary Joe Fernández Betsy Nagelsen  | Elise Burgin     | 7-6, 6-3      | Parcours |
| 22 | 30-10-1989 | Virginia Slims of New England Worcester            | Tier II    | 300 000 $ | Moquette (int.) | Martina Navrátilová Pam Shriver    | Elise Burgin     | 6-4, 4-6, 6-4 | Parcours |
| 23 | 06-08-1990 | American Bank Classic San Diego                    | Tier III   | 225 000 $ | Dur (ext.)      | Patty Fendick Zina Garrison        | Elise Burgin     | 6-4, 7-6      | Parcours |
| 24 | 29-10-1990 | Virginia Slims of California Oakland               | Tier II    | 350 000 $ | Moquette (int.) | Meredith McGrath Anne Smith        | Robin White      | 2-6, 6-0, 6-4 | Parcours |
| 25 | 02-11-1992 | Bank of the West Classic Oakland                   | Tier II    | 350 000 $ | Moquette (int.) | Gigi Fernández Natasha Zvereva     | Gretchen Magers  | 3-6, 6-2, 6-4 | Parcours |
| 26 | 17-06-1996 | Direct Line International Championships Eastbourne | Tier II    | 363 000 $ | Gazon (ext.)    | Jana Novotná Arantxa Sánchez       | Pam Shriver      | 4-6, 7-5, 6-4 | Parcours |

### Finale en double mixte
| No | Date       | Nom et lieu du tournoi | Catégorie | Dotation  | Surface      | Vainqueures            | Partenaire     | Score         |          |
| -- | ---------- | ---------------------- | --------- | --------- | ------------ | ---------------------- | -------------- | ------------- | -------- |
| 1  | 26-05-1986 | Roland-Garros Paris    | G. Chelem | 930 000 $ | Terre (ext.) | Kathy Jordan Ken Flach | Mark Edmondson | 3-6, 7-6, 6-3 | Parcours |

## Parcours en Grand Chelem

### En simple dames
| Année | Open d'Australie (janvier) | Open d'Australie (janvier) | Internationaux de France | Internationaux de France | Wimbledon       | Wimbledon           | US Open         | US Open           | Open d'Australie (décembre) | Open d'Australie (décembre) |
| ----- | -------------------------- | -------------------------- | ------------------------ | ------------------------ | --------------- | ------------------- | --------------- | ----------------- | --------------------------- | --------------------------- |
| 1979  | n/a                        | n/a                        | -                        | -                        | -               | -                   | 2e tour (1/32)  | Greer Stevens     | -                           | -                           |
| 1980  | n/a                        | n/a                        | 2e tour (1/16)           | Hana Mandlíková          | 3e tour (1/16)  | Hana Mandlíková     | 2e tour (1/32)  | Paula Smith       | 1er tour (1/32)             | Betty Stöve                 |
| 1981  | n/a                        | n/a                        | 2e tour (1/32)           | Virginia Wade            | 3e tour (1/16)  | Wendy Turnbull      | 1er tour (1/64) | Barbara Gerken    | 1er tour (1/32)             | Ann Kiyomura                |
| 1982  | n/a                        | n/a                        | 1er tour (1/64)          | Cornelia Dries           | 3e tour (1/16)  | Andrea Jaeger       | 4e tour (1/8)   | Pam Shriver       | 3e tour (1/8)               | Wendy Turnbull              |
| 1983  | n/a                        | n/a                        | 1er tour (1/64)          | Nathalie Herreman        | 2e tour (1/32)  | Sylvia Hanika       | 1er tour (1/64) | Jo Durie          | 3e tour (1/8)               | Martina Navrátilová         |
| 1984  | n/a                        | n/a                        | 2e tour (1/32)           | Michelle Casati          | 1er tour (1/64) | Virginia Ruzici     | 1er tour (1/64) | Andrea Temesvári  | 2e tour (1/16)              | Kathy Rinaldi               |
| 1985  | n/a                        | n/a                        | 4e tour (1/8)            | Gabriela Sabatini        | 2e tour (1/32)  | Kathy Rinaldi       | 1er tour (1/64) | Sylvia Hanika     | 1er tour (1/32)             | Chris Evert                 |
| 1986  | n/a                        | n/a                        | 3e tour (1/16)           | Kathy Rinaldi            | 2e tour (1/32)  | Carling Bassett     | 2e tour (1/32)  | Melissa Gurney    | n/a                         | n/a                         |
| 1987  | 2e tour (1/32)             | Janine Thompson            | 1er tour (1/64)          | Halle Carroll            | 4e tour (1/8)   | Chris Evert         | 2e tour (1/32)  | Patricia Tarabini | n/a                         | n/a                         |
| 1988  | 2e tour (1/32)             | Pam Shriver                | 1er tour (1/64)          | Jana Pospíšilová         | 1/4 de finale   | Martina Navrátilová | 1er tour (1/64) | Patty Fendick     | n/a                         | n/a                         |
| 1989  | -                          | -                          | -                        | -                        | 1/4 de finale   | Catarina Lindqvist  | 4e tour (1/8)   | Steffi Graf       | n/a                         | n/a                         |
| 1990  | 3e tour (1/16)             | Donna Faber                | 1er tour (1/64)          | Rene Simpson             | 2e tour (1/32)  | Amy Frazier         | 2e tour (1/32)  | Monica Seles      | n/a                         | n/a                         |
| 1991  | 3e tour (1/16)             | Magdalena Maleeva          | -                        | -                        | 1er tour (1/64) | Patricia Hy         | 1er tour (1/64) | Petra Ritter      | n/a                         | n/a                         |
| 1992  | 3e tour (1/16)             | Anke Huber                 | 2e tour (1/32)           | Julie Halard             | 3e tour (1/16)  | Zina Garrison       | 2e tour (1/32)  | Sabine Hack       | n/a                         | n/a                         |
| 1993  | 1er tour (1/64)            | Gigi Fernández             | 3e tour (1/16)           | Katerina Maleeva         | 2e tour (1/32)  | Martina Navrátilová | 1er tour (1/64) | Kimberly Po       | n/a                         | n/a                         |
| 1995  | -                          | -                          | -                        | -                        | 2e tour (1/32)  | Angélica Gavaldón   | -               | -                 | n/a                         | n/a                         |

À droite du résultat, l’ultime adversaire.

### En double dames
| Année | Open d'Australie (janvier)   | Open d'Australie (janvier) | Internationaux de France      | Internationaux de France    | Wimbledon                     | Wimbledon                  | US Open                       | US Open                     | Open d'Australie (décembre)   | Open d'Australie (décembre) |
| ----- | ---------------------------- | -------------------------- | ----------------------------- | --------------------------- | ----------------------------- | -------------------------- | ----------------------------- | --------------------------- | ----------------------------- | --------------------------- |
| 1979  | n/a                          | n/a                        | -                             | -                           | -                             | -                          | 1er tour (1/32) Karen Feldman | Ilana Kloss B. Stuart       | -                             | -                           |
| 1980  | n/a                          | n/a                        | 1er tour (1/16) Leslie Allen  | Kathy Jordan Anne Smith     | 1er tour (1/32) Dana Gilbert  | L. Harrison M. Mesker      | 2e tour (1/16) S. Margolin    | Diane Desfor B. Hallquist   | 2e tour (1/8) Tanya Harford   | Sophie Amiach C. Tanvier    |
| 1981  | n/a                          | n/a                        | Victoire Tanya Harford        | C. Reynolds Paula Smith     | 1/2 finale Tanya Harford      | Kathy Jordan Anne Smith    | 1/4 de finale Tanya Harford   | Kathy Jordan Anne Smith     | 1er tour (1/16) Tanya Harford | E. Goolagong Betty Stöve    |
| 1982  | n/a                          | n/a                        | 3e tour (1/8) Tanya Harford   | M. L. Piatek Sharon Walsh   | 2e tour (1/16) Tanya Harford  | Elise Burgin A. Moulton    | 2e tour (1/16) Ilana Kloss    | Diane Desfor B. Hallquist   | 2e tour (1/8) Jo Durie        | C. Jolissaint M. Mesker     |
| 1983  | n/a                          | n/a                        | Victoire C. Reynolds          | Kathy Jordan Anne Smith     | 3e tour (1/8) C. Reynolds     | S. Cherneva L. Savchenko   | Finale C. Reynolds            | Navrátilová Pam Shriver     | 1/4 de finale Eva Pfaff       | Navrátilová Pam Shriver     |
| 1984  | n/a                          | n/a                        | 2e tour (1/16) C. Reynolds    | Kim Sands C. Vanier         | 1/4 de finale C. Reynolds     | B. Potter Sharon Walsh     | 1/4 de finale C. Reynolds     | Navrátilová Pam Shriver     | 1er tour (1/16) C. Reynolds   | Navrátilová Pam Shriver     |
| 1985  | n/a                          | n/a                        | 3e tour (1/8) Anne Hobbs      | Elise Burgin A. Temesvári   | 1er tour (1/32) Anne Hobbs    | P. Paradis C. Tanvier      | 1er tour (1/32) B. Gadusek    | Beverly Mould Pam Whytcross | 2e tour (1/8) C. Reynolds     | Jo Durie Anne Hobbs         |
| 1986  | n/a                          | n/a                        | 2e tour (1/16) Elise Burgin   | Mercedes Paz Virginia Wade  | 1/2 finale Elise Burgin       | Navrátilová Pam Shriver    | 1/2 finale Elise Burgin       | H. Mandlíková W. Turnbull   | n/a                           | n/a                         |
| 1987  | 1er tour (1/16) Elise Burgin | Patricia Hy Etsuko Inoue   | 2e tour (1/16) Elise Burgin   | Jenny Byrne Kathy Rinaldi   | 1/4 de finale Elise Burgin    | B. Nagelsen E. Smylie      | 2e tour (1/16) B. Potter      | N. Bykova S. Cherneva       | n/a                           | n/a                         |
| 1988  | 1er tour (1/32) C. Reynolds  | M. Bollegraf Sandy Collins | 2e tour (1/16) Peanut Louie   | S. Mascarin Pat Medrado     | 1/4 de finale G. Fernández    | L. Savchenko N. Zvereva    | 3e tour (1/8) S. Rehe         | Terry Phelps R. Reggi       | n/a                           | n/a                         |
| 1989  | -                            | -                          | -                             | -                           | 3e tour (1/8) Elise Burgin    | Navrátilová Pam Shriver    | 3e tour (1/8) Elise Burgin    | H. Mandlíková Navrátilová   | n/a                           | n/a                         |
| 1990  | 3e tour (1/8) Elise Burgin   | L. Neiland N. Zvereva      | 2e tour (1/16) Elise Burgin   | E. Pampoulova W. Probst     | 3e tour (1/8) Elise Burgin    | Steffi Graf G. Sabatini    | 3e tour (1/8) Elise Burgin    | Kathy Jordan E. Smylie      | n/a                           | n/a                         |
| 1991  | 3e tour (1/8) Elise Burgin   | M. Bollegraf Lise Gregory  | 2e tour (1/16) Elna Reinach   | Sandy Collins Mary Pierce   | 2e tour (1/16) B. Schultz     | Jo-Anne Faull R. McQuillan | 1/4 de finale Kohde-Kilsch    | MJ Fernández Zina Garrison  | n/a                           | n/a                         |
| 1992  | 2e tour (1/16) Lise Gregory  | Tracey Morton Clare Wood   | 3e tour (1/8) R. Reggi        | G. Fernández N. Zvereva     | 2e tour (1/16) B. Nagelsen    | Navrátilová Pam Shriver    | 3e tour (1/8) Gretchen Rush   | A. Sánchez Helena Suková    | n/a                           | n/a                         |
| 1993  | 3e tour (1/8) J. Richardson  | G. Fernández N. Zvereva    | 1er tour (1/32) B. Nagelsen   | C. Martínez A. Sánchez      | 1er tour (1/32) B. Nagelsen   | Jo Durie C. Suire          | 1er tour (1/32) Chanda Rubin  | E. Maniokova Leila Meskhi   | n/a                           | n/a                         |
| 1996  | -                            | -                          | 2e tour (1/16) A. Ellwood     | Park Sung-hee Wang Shi-Ting | 3e tour (1/8) Pam Shriver     | Katrina Adams M. de Swardt | 1/4 de finale Patricia Hy     | M. Hingis Helena Suková     | n/a                           | n/a                         |
| 1997  | -                            | -                          | 1er tour (1/32) Kathy Rinaldi | Meike Babel Laura Golarsa   | 1er tour (1/32) Kathy Rinaldi | Anke Huber Monica Seles    | -                             | -                           | n/a                           | n/a                         |

Sous le résultat, la partenaire ; à droite, l’ultime équipe adverse.

### En double mixte
| Année | Open d'Australie (janvier),   | Open d'Australie (janvier), | Internationaux de France    | Internationaux de France   | Wimbledon                     | Wimbledon                  | US Open                       | US Open                    | Open d'Australie (décembre), | Open d'Australie (décembre), |
| ----- | ----------------------------- | --------------------------- | --------------------------- | -------------------------- | ----------------------------- | -------------------------- | ----------------------------- | -------------------------- | ---------------------------- | ---------------------------- |
| 1980  | n/a                           | n/a                         | -                           | -                          | 3e tour (1/8) John Yuill      | Rosie Casals A. Amritraj   | 2e tour (1/8) Bruce Nichols   | Ann Kiyomura Tom Leonard   | n/a                          | n/a                          |
| 1981  | n/a                           | n/a                         | -                           | -                          | -                             | -                          | 2e tour (1/8) Pat Cramer      | Anne Smith Kevin Curren    | n/a                          | n/a                          |
| 1982  | n/a                           | n/a                         | -                           | -                          | 2e tour (1/16) C. Dowdeswell  | J. Russell Steve Denton    | 1er tour (1/16) Bruce Nichols | Anne Smith Kevin Curren    | n/a                          | n/a                          |
| 1983  | n/a                           | n/a                         | -                           | -                          | 1er tour (1/32) Raymond Moore | Eva Pfaff Eric Fromm       | 2e tour (1/8) Brent Pirow     | B. Potter Ferdi Taygan     | n/a                          | n/a                          |
| 1984  | n/a                           | n/a                         | -                           | -                          | 3e tour (1/8) Charles Buzz    | A. Temesvári Kevin Curren  | 1/2 finale C. Dowdeswell      | E. Sayers J. Fitzgerald    | n/a                          | n/a                          |
| 1985  | n/a                           | n/a                         | -                           | -                          | 3e tour (1/8) C. Dowdeswell   | B. Nagelsen Scott Davis    | -                             | -                          | n/a                          | n/a                          |
| 1986  | n/a                           | n/a                         | Finale M. Edmondson         | Kathy Jordan Ken Flach     | 3e tour (1/8) van Rensburg    | Bettina Bunge E. Sánchez   | 1er tour (1/16) S. Stewart    | Rosie Casals Tim Gullikson | n/a                          | n/a                          |
| 1987  | 2e tour (1/8) M. Edmondson    | D. Balestrat Peter Doohan   | -                           | -                          | 1/2 finale Danie Visser       | Jo Durie Jeremy Bates      | 1er tour (1/16) Christo Steyn | Anne White Kelly Jones     | n/a                          | n/a                          |
| 1988  | 1er tour (1/16) B. Buffington | D. Balestrat C. Limberger   | 3e tour (1/8) T. Woodbridge | Mercedes Paz H. de la Peña | 3e tour (1/8) Danie Visser    | Beth Herr Tim Pawsat       | 1/2 finale T. Woodbridge      | Jana Novotná Jim Pugh      | n/a                          | n/a                          |
| 1989  | -                             | -                           | -                           | -                          | 3e tour (1/8) Danie Visser    | Lori McNeil Robert Seguso  | 2e tour (1/8) Danie Visser    | M. Bollegraf Tom Nijssen   | n/a                          | n/a                          |
| 1990  | 1er tour (1/16) Neil Broad    | J. Thompson M. Kratzmann    | 1er tour (1/32) Lan Bale    | Mary Pierce C. Campbell    | 1/4 de finale Danie Visser    | Zina Garrison Rick Leach   | -                             | -                          | n/a                          | n/a                          |
| 1991  | 1er tour (1/16) Roger Smith   | Jo Durie Jeremy Bates       | 3e tour (1/8) Danie Visser  | N. Housset R. Gilbert      | 2e tour (1/16) Danie Visser   | Rennae Stubbs Stoltenberg  | 2e tour (1/8) S. Melville     | Hetherington G. Michibata  | n/a                          | n/a                          |
| 1992  | 2e tour (1/8) Kent Kinnear    | N. Zvereva Jim Pugh         | 2e tour (1/16) P. Aldrich   | Katrina Adams Todd Witsken | 2e tour (1/16) Kent Kinnear   | Jana Novotná T. Woodbridge | 1er tour (1/16) Van Emburgh   | Elna Reinach P. Galbraith  | n/a                          | n/a                          |
| 1993  | 1er tour (1/16) Gary Muller   | C. Martínez J. Sánchez      | 2e tour (1/16) David Adams  | R. McQuillan D. Macpherson | 1er tour (1/32) Ken Flach     | R. McQuillan D. Macpherson | -                             | -                          | n/a                          | n/a                          |
| 1996  | -                             | -                           | -                           | -                          | 2e tour (1/16) Ken Flach      | L. Neiland M. Woodforde    | 1er tour (1/16) F. Montana    | Lisa Raymond P. Galbraith  | n/a                          | n/a                          |
| 1997  | -                             | -                           | -                           | -                          | 1er tour (1/32) Kevin Ullyett | A. Fusai David Adams       | -                             | -                          | n/a                          | n/a                          |

Sous le résultat, le partenaire ; à droite, l’ultime équipe adverse.

## Parcours aux Masters

### En double dames
| # | Date       | Nom de l'édition                            | ($)       | Surface         | Résultat      | Partenaire     | Ultimes adversaires                | Score         |          |
| - | ---------- | ------------------------------------------- | --------- | --------------- | ------------- | -------------- | ---------------------------------- | ------------- | -------- |
| 1 | 14/12/1981 | Toyota Series Championships East Rutherford | 250 000   | Dur (int.)      | 1/2 finale    | Tanya Harford  | Martina Navrátilová Pam Shriver    | 6-0, 6-2      | Parcours |
| 2 | 27/02/1984 | Virginia Slims Championships New York       | 500 000   | Moquette (int.) | 1/2 finale    | Candy Reynolds | Martina Navrátilová Pam Shriver    | 6-4, 6-2      | Parcours |
| 3 | 18/03/1985 | Virginia Slims Championships New York       | 500 000   | Moquette (int.) | 1/2 finale    | Candy Reynolds | Martina Navrátilová Pam Shriver    | 6-0, 6-3      | Parcours |
| 4 | 17/11/1986 | Virginia Slims Championships New York       | 500 000   | Moquette (int.) | 1/4 de finale | Elise Burgin   | Hana Mandlíková Wendy Turnbull     | 6-2, 6-4      | Parcours |
| 5 | 16/11/1987 | Virginia Slims Championships New York       | 500 000   | Moquette (int.) | 1/2 finale    | Elise Burgin   | Claudia Kohde-Kilsch Helena Suková | 6-2, 6-3      | Parcours |
| 6 | 13/11/1989 | Virginia Slims Championships New York       | 1 000 000 | Moquette (int.) | 1/4 de finale | Elise Burgin   | Martina Navrátilová Pam Shriver    | 5-7, 7-5, 7-5 | Parcours |

## Parcours en Coupe de la Fédération
| #                                                                              | Date       | Lieu      | Surface      | Gagnante(s)                        | Perdante(s)                      | Score         |          |
|                                                                                |            |           |              |                                    |                                  |               |          |
| 1993 - 1er tour (groupe mondial) - Afrique du Sud - République tchèque - 1 : 2 |            |           |              |                                    |                                  |               |          |
| 1                                                                              | 19/07/1993 | Francfort | Terre (ext.) | Helena Suková                      | Rosalyn Fairbank                 | 6-4, 3-6, 6-4 | Parcours |
|                                                                                |            |           |              |                                    |                                  |               |          |
| 1993 - Barrage (groupe mondial I) - Afrique du Sud - Israël - 2 : 1            |            |           |              |                                    |                                  |               |          |
| 2                                                                              | 21/07/1993 | Francfort | Terre (ext.) | Anna Smashnova                     | Rosalyn Fairbank                 | 6-4, 6-3      | Parcours |
|                                                                                |            |           |              |                                    |                                  |               |          |
| 1997 - 1/4 de finale (groupe mondial II) - Afrique du Sud - Australie - 2 : 3  |            |           |              |                                    |                                  |               |          |
| 3                                                                              | 01/03/1997 | Durban    | Dur (ext.)   | Mariaan de Swardt Rosalyn Fairbank | Kerry-Anne Guse Kristine Radford | 6-3, 7-5      | Parcours |

## Classements WTA en fin de saison

### En simple
| Année | 1983 | 1986 | 1987 | 1988 | 1989 | 1990 | 1991 | 1992 | 1993 | 1994 | 1995 |
| Rang  | 27   | 28   | 37   | 38   | 22   | 24   | 90   | 46   | 62   | 828  | 250  |

Source : (en) « Classements de Rosalyn Fairbank », sur le site officiel du WTA Tour